# Marcos Sampaio Olsen
Marcos Sampaio Olsen GCRB • GCMD (Fortaleza, 8 de março de 1961) é um almirante de esquadra brasileiro, atual comandante da Marinha do Brasil.

## Carreira militar
Ingressou na marinha em 1979, sendo declarado guarda-marinha em 1982. Comandou o navio varredor Atalaia e o submarino Tapajó e atuou como imediato no submarino Tamoio e porta-aviões São Paulo.
Em 2011, Olsen foi promovido a contra-almirante e assumiu diversos postos na marinha.

### Diretoria-Geral de Desenvolvimento Nuclear
Em dezembro de 2017, foi encarregado da Diretoria-Geral de Desenvolvimento Nuclear e Tecnológico da Marinha, órgão responsável pelo planejamento e coordenação de todas as atividades ligadas ao desenvolvimento da tecnologia nuclear da instituição, pasta em que o PROSUB está subordinado.
Em outubro de 2020, foi admitido pelo presidente Jair Bolsonaro à Ordem de Rio Branco no grau de Grã-Cruz suplementar.

### Comando da Marinha

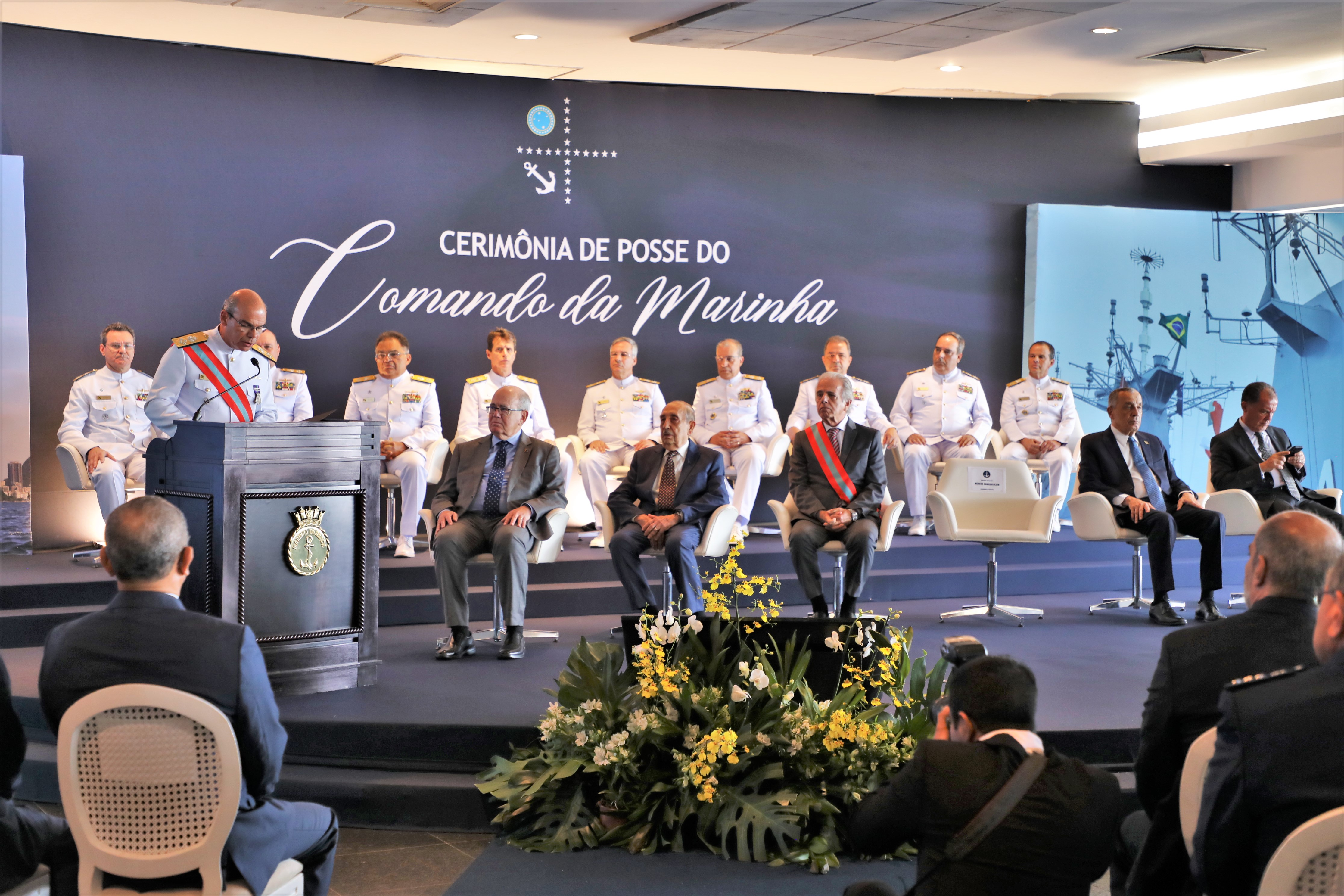
Na cerimônia de posse do Comando da Marinha, 2023.

Em 30 de dezembro de 2022, o então presidente do Brasil Jair Messias Bolsonaro nomeou Olsen como comandante da marinha, oficializado no dia 5 de janeiro de 2023 sob presidência de Luiz Inácio Lula da Silva. Em junho, foi condecorado por Lula com o último grau da Ordem do Mérito da Defesa.
Em 24 de abril de 2024, Olsen enviou carta à Comissão de Cultura da Câmara dos Deputados com críticas ao projeto de lei que inclui João Cândido, o líder da Revolta da Chibata, no Livro dos Heróis e Heroínas da Pátria.
No contexto de uma proposta de redução de gastos do ministério da Fazenda que reduziria os benefícios previdenciários dos militares, Sampaio Olsen autorizou uma campanha publicitária questionando os supostos privilégios da carreira militar.